# Alfred Wolfenstein
Pour les articles homonymes, voir Wolfenstein.
Alfred Wolfenstein (28 décembre 1883 à Halle, province de Saxe - 22 janvier 1945 à Paris) est un écrivain et traducteur allemand. C'est un des principaux représentants de l’expressionnisme littéraire allemand.

## Biographie
Alfred Wolfenstein naît à Halle, dans une famille de marchands et grandit à Berlin
.
En 1914, Max Brod le recommande à son éditeur Kurt Wolff qui publie dans la série emblématique de l’expressionnisme Der jüngste Tag, son poème épique Die Nackten. pendant la guerre, il collabore à la revue Die Aktion de Franz Pfemfert, avec lequel il rompt pourtant en 1917.
Après la guerre, il publie des poèmes chez S. Fischer Verlag où il est surtout l’éditeur d’une revue annuelle, Die Erhebung. Bien que n'ayant eu que deux numéros, en 1919 et 1920, cette publication est une des plus significatives de l'expressionnisme avec des contributions de Johannes R. Becher, Albert Ehrenstein, Max Herrmann-Neiße, Rudolf Leonhard, Ludwig Meidner, Alfred Döblin, Ernst Toller, Franz Werfel, dont des textes théoriques sur ce mouvement littéraire.
Il traduit en allemand les poètes Gérard de Nerval, Paul Verlaine, Arthur Rimbaud, Charles Baudelaire, Victor Hugo.
En 1933, à la prise du pouvoir par les Nazis, il émigre à Prague. Après l'entrée des Allemands en Tchécoslovaquie, il part vers la France. En 1940, la Gestapo l’arrête et le maintient en détention à la prison de la Santé pendant trois mois. Relâché, il se cache dans le Sud de la France. Il retourne à Paris à la Libération, mais souffrant de dépression et malade du cœur, il se suicide le 22 janvier 1945.

## Ouvrages
- 1914, Die gottlosen Jahre
- 1914, Die Freundschaft, poésies, Berlin, S. Fischer Verlag
- 1921, Sturm auf den Tod, drame

## Sources
- (de) Heinz Schöffler, Der jüngste Tag. Die Bücherei einer Epoche, Francfort, Verlag Heinrich Scheffler, 1970.